# Azeban
Azeban, der Waschbär (englisch raccoon), ist eine Tricksterfigur in theriomorpher Gestalt bei den nordamerikanischen indigenen Abenaki- und Penobscot-Stämmen. 
Azebans Taten sind spitzbübisch, lustig und ziemlich trivial. Er ist die Hauptfigur vieler Geschichten, die sich an Kinder richten. Azeban benimmt sich oft töricht oder bringt andere in Schwierigkeiten, aber im Gegensatz zu den Trickstern anderer Stämme ist er nicht gefährlich oder bösartig.